# 自由旅行
自由旅行（じゆうりょこう）とは、旅行者自身が旅行計画を策定し、無予約かまたは一部の予約のみで、自由に旅行することである。

## 概説
自由旅行とは、旅人自身が旅の計画を立て、無予約で（あるいは一部のみ自力で予約を入れて）、自由に旅することである。旅行会社を一切使わない旅である。たとえば旅行ガイドブックなどを読んで、行きたい場所を自由に選び、移動方法も自由に選び、目的地に行く。
宿泊についても、宿（ホテル、B&B、民宿、ユースホステル等）も自由に選び、事前に自分の好みで選んで自力で予約しておいて泊まってもよいし、あるいは無予約でも大丈夫な宿を現地で選んで泊まることもできる。
もしも現地に行ってみて、その場所がものすごく気に行ったら、最初の計画は変更して、宿泊日数を増やしてもよい。自家用車やキャンピングカーで旅することを選べば車中泊も選べ、それならばさらに自由である。
見るもの（観光するもの）についても、自分の好みで選び基本的に予約無しなので、計画どおりの場所へ行ってもよいし、その日の体調や気分で即興的に見るものを変更してもよい。現地でたまたま出会ったものに興味を感じたら、それに関連するものをさらに見るために旅の計画をその場で変更して、興味が湧いたものに新たに時間を割り当ててもよい。買い物に関しても、自由旅行ならばどの店に入るか旅人当人のまったくの自由であり、本当に自分が入りたい店にだけ入ればよく、パッケージ旅行のように旅行会社と現地の業者の協定で予め勝手に決められた（旅人の趣味に合わない）店に（なかば強制的に）連れて行かれて 退屈させられたり うんざりさせられるようなこともない。
日本の国土交通省が2008年（平成20年）に旅に関するアンケート調査を行い、そこで旅をパッケージツアー、フリープラン、自由旅行の3種類に分類しつつ、それぞれの（旅の前の）期待と（旅の後の）満足度のギャップを調べたところ、(統計的に見て、パッケージツアやフリープランではかなり「期待はずれ」で、旅行前の期待より旅行後の満足度が低く、ギャップが大きすぎたのに比べて）この自由旅行が最も期待と満足度のギャップが少ない、ということが判った。さらに言うと（素晴らしいことだが）、自由旅行だけは、ショッピング面と観光面において、旅行前の期待よりも旅行後の満足度が大きい、ということが判った。
さまざまなタイプの旅人が自由旅行をしている。たとえば男性で定年後の人（つまり大抵バックパッカーとは全然タイプが異なる層の人）で組織や家族からの自由を満喫したい人も一人旅の自由旅行を選ぶ。バックパッカーと呼ばれる旅人のほとんども、この自由旅行をしている。
移動手段についても様々である。自分の所有する自動車で自由旅行をする人もいるし、オートバイで自由旅行する人もいる。鉄道や船や飛行機を組み合わせて自由旅行する人もいる（なお、自家用車で長期の旅に出て道の駅などで車中泊しつつ日本各地を巡っている結構な数の人々は、ほとんどが必然的にこの自由旅行をしている。車を走らせるも止めるも、宿泊場所（＝駐車場所）も、買い物する場所も、全て、その時々の気分次第の 自由な旅だからである。）。
分類、種類
さまざまな分類法がありうる。
旅全般は移動手段で分類する方法もあり、自由旅行も下位分類として、鉄道による自由旅行、自動車による自由旅行、オートバイによる自由旅行、自転車による自由旅行、徒歩による自由旅行……などに分類することも可能である。
旅全般は人数で分類する方法もあり、一人旅とグループ旅行などに分類できる。よって自由旅行も、「一人で行う自由旅行」と「複数名で行う自由旅行」に下位分類することができる（たとえばバックパッカーの自由旅行なども、独りで行っている人もいるし、同性の友人数名で行っているグループもいるし、男女のカップルが行っている場合もある）。